# Sainte-Chapelle

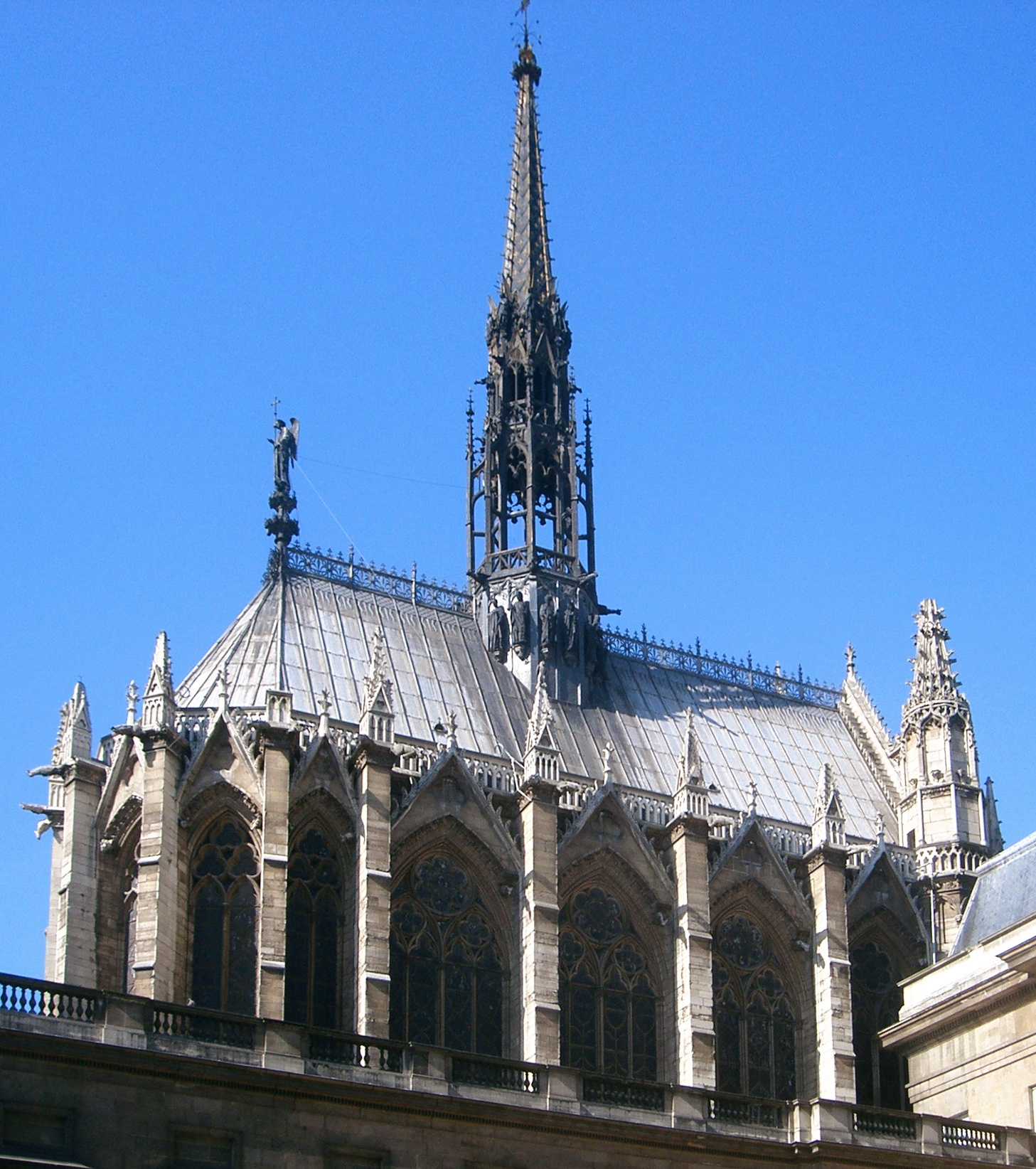
Sainte-Chapelle vista do Palais de Justice

A Sainte-Chapelle é uma capela gótica situada na Île de la Cité em Paris, construída no século XIII por Luís IX (São Luís). Foi projectada em 1241, iniciada em 1246 e concluída muito rapidamente, sendo consagrada em abril de 1248. O seu patrono foi o devoto rei francês Luís IX, que a construiu para servir de capela do palácio real. O restante do palácio desapareceu completamente, sendo substituído pelo actual Palácio da Justiça. Depois de terminada, a Sainte-Chapelle carecia de santificação pela presença de relíquias apropriadas e, assim, obteve-se a coroa de espinhos de Cristo, obtidas do imperador latino de Constantinopla, Balduíno II, pela exorbitante soma de 135.000 libras. Para ter uma ideia de relatividade, a construção de toda a capela custou 45.000 libras. Além de outras relíquias, acrescentou-se ainda um fragmento da Vera Cruz e, desta forma, o edifício tornou-se um precioso relicário. Consiste de duas capelas sobrepostas, a inferior reservada aos funcionários e moradores do palácio, e a superior para a família real. A ideia de uma capela palaciana se baseou na Igreja da Virgem de Pharos, anexa ao Grande Palácio de Constantinopla, onde estavam as relíquias saqueadas pelo Império Latino durante a ocupação da capital do Império Bizantino (1204–1261).
Os aspetos mais belos e notáveis da construção, considerados os melhores do seu género em todo o mundo, são os seus vitrais emoldurados por um delicado trabalho em pedra, com rosáceas acrescentadas à capela superior no século XV. Não existe nenhuma menção directa ao arquitecto, mas os nomes de Jean de Chelles e Pierre de Montreuil, que construíram o transepto da Catedral de Notre Dame, são por vezes associados ao projecto. Durante a Revolução Francesa a capela foi transformada em escritório administrativo e os vitrais foram tapados com enormes armários. A sua beleza oculta foi assim inadvertidamente preservada do vandalismo que sofreu em outras partes, tendo sido destruídos os assentos do coro e o painel do altar principal, o pináculo do tecto deitado abaixo e muitas das suas relíquias dispersas. No século XIX, Viollet-le-Duc restaurou a Sainte-Chapelle, e o pináculo actual é obra sua.

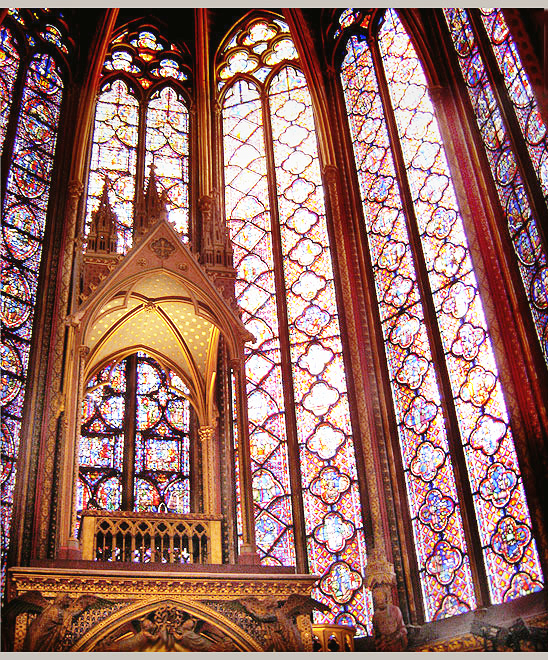
Interior
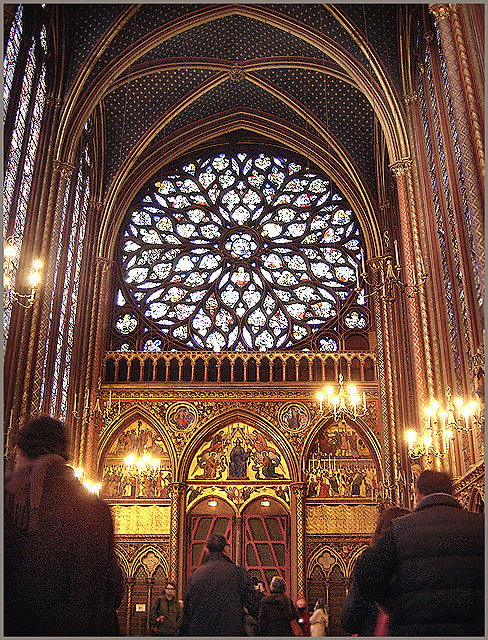
Rosácea